# Kishako, sportreportern
Kishako, sportreportern, är en svensk tecknad pseudomanga-serie av Pidde Andersson och Åsa Ekström. Serien publicerades i den svenska serietidningen Buster.
Huvudpersonen är reporter på tidningen Buster och bland bifigurerna fanns tidningens redaktör Mikael Tegebjer. I ett avsnitt gjorde även den gamle Buster-favoriten Johnny Puma ett gästspel.
Serien har även publicerats i tidningarna Uti vår hage sommarspecial och Buster årskrönika.
 Artikeln var, i den version den hade den 23 maj 2006, helt eller delvis hämtad från Seriewikin (hos Seriefrämjandet): Kishako, sportreportern